# Per judicis postulationem
Per judicis postulationem est l'une des cinq legis actiones (actions de la loi) de la Rome archaïque.
Cette procédure antique n'est connue que de nom en raison de la perte du Passage de Gajus, relatif à cette procédure.